# International Motor Car

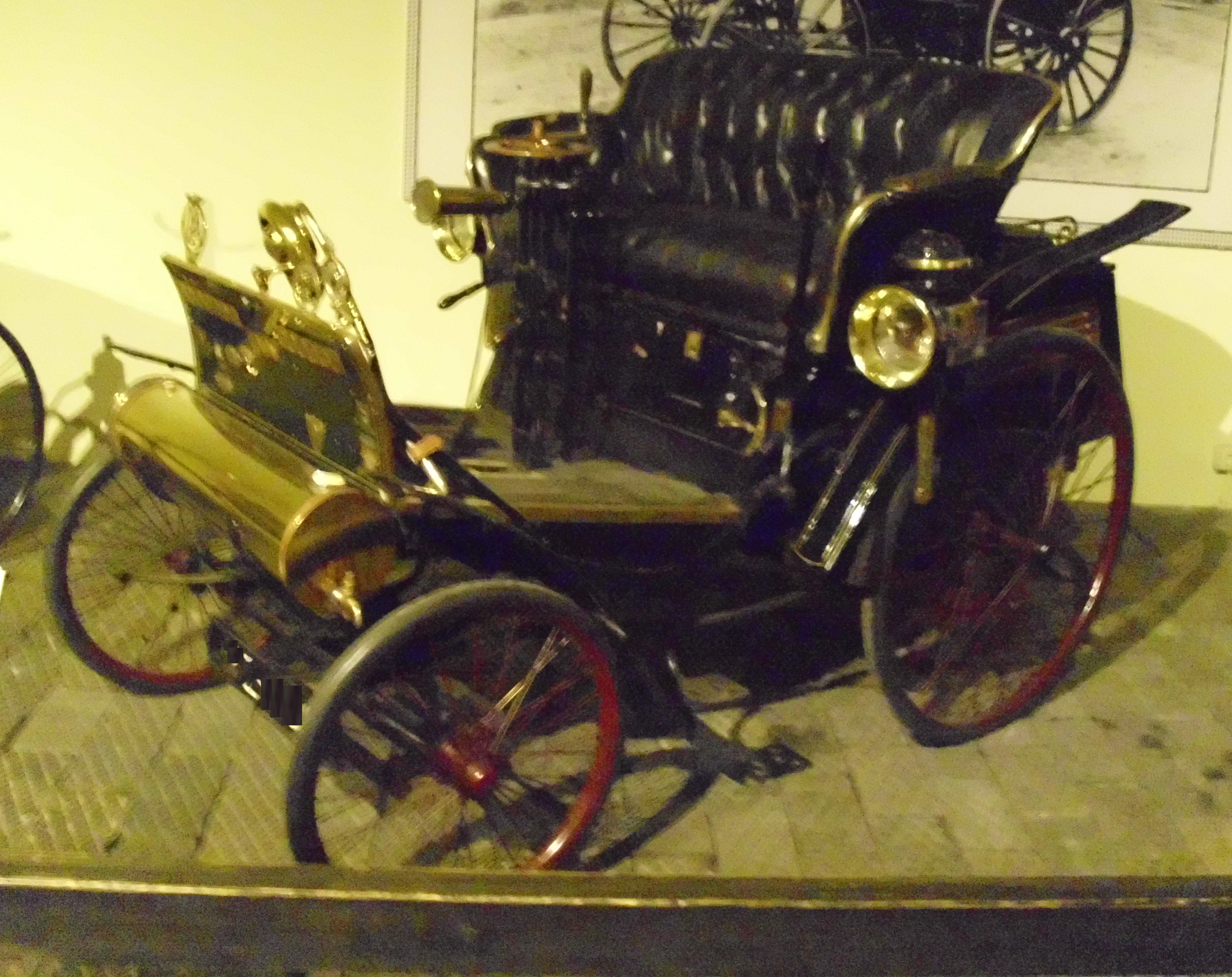
International Benz von 1899

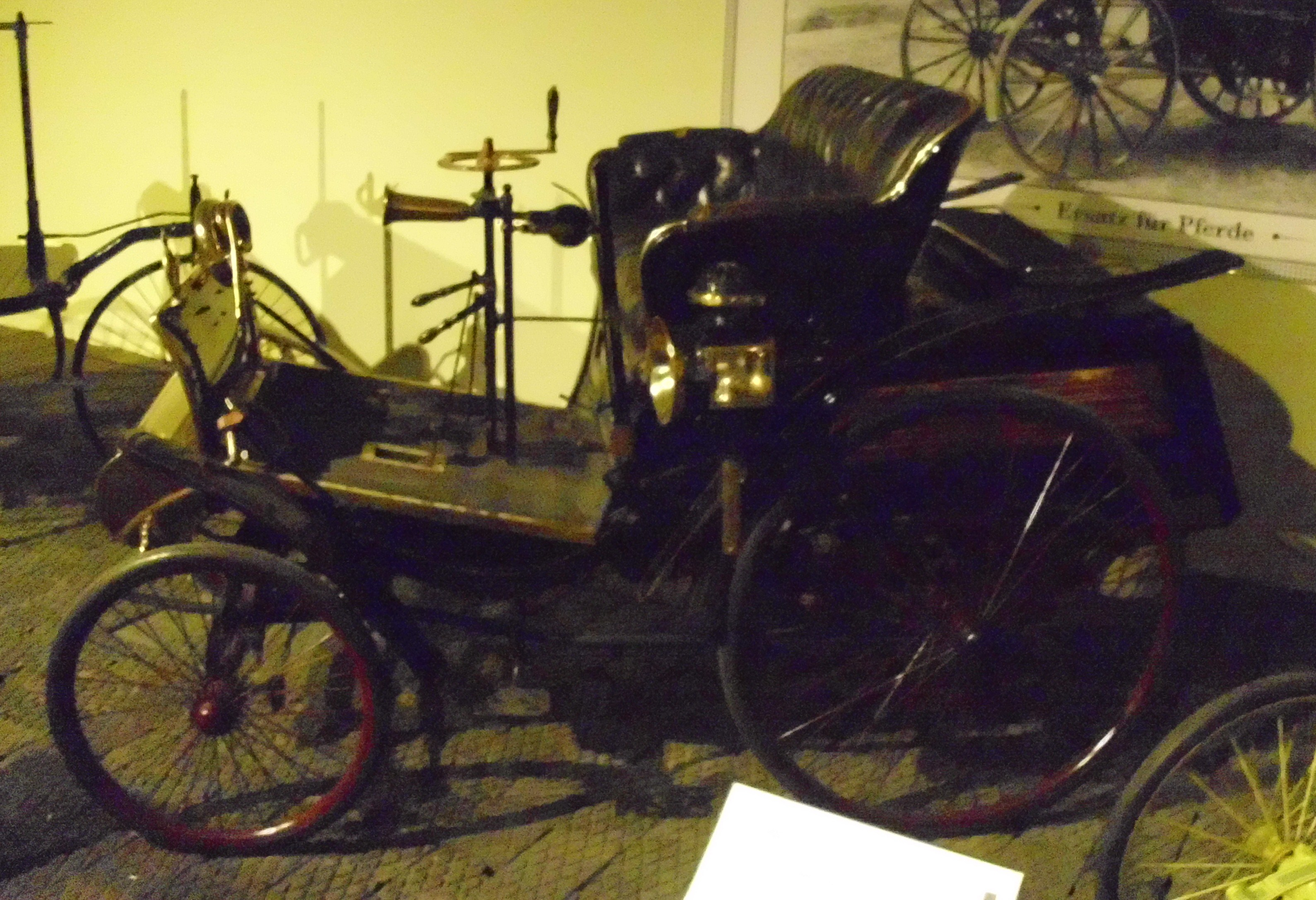
International Benz von 1899

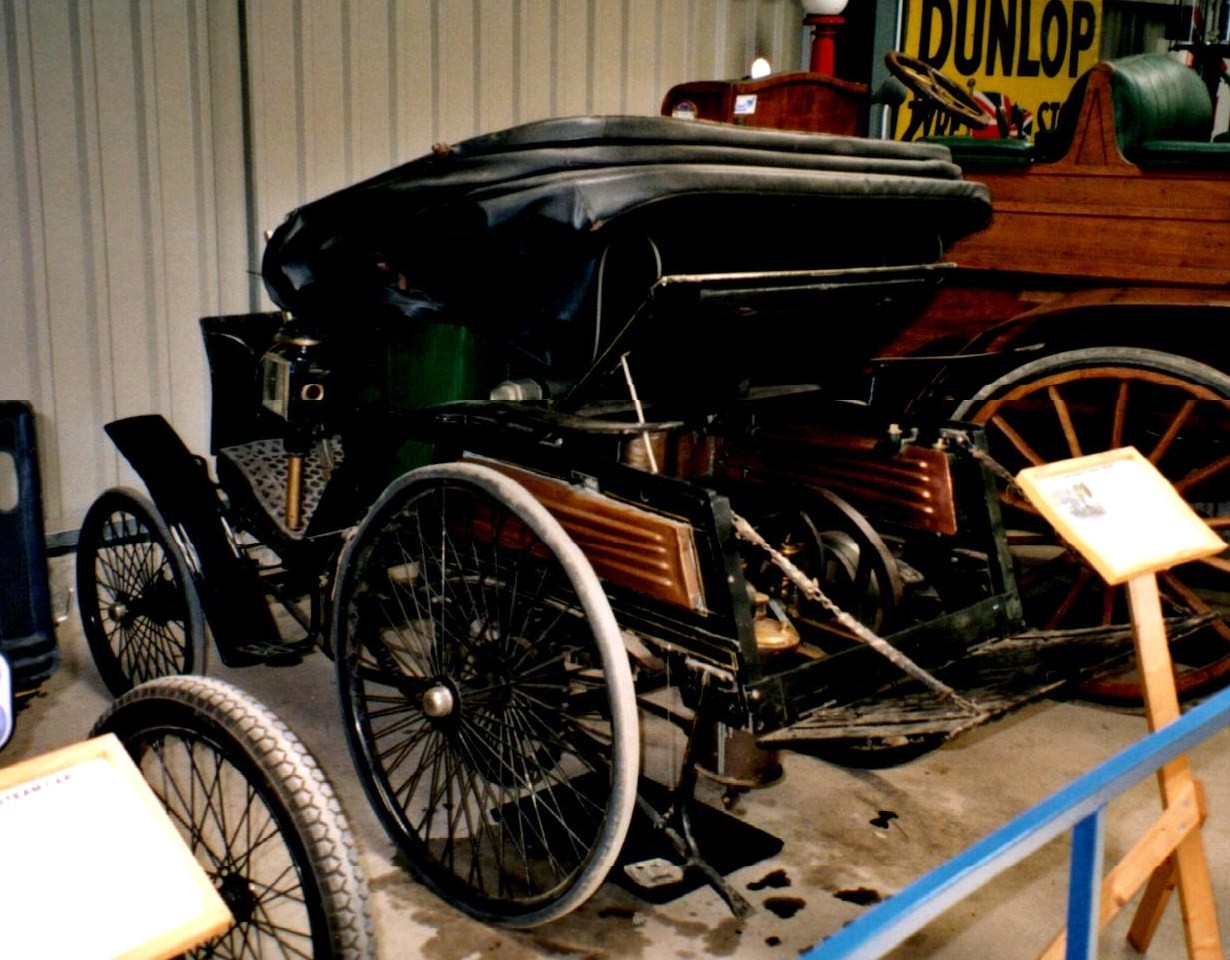
International von 1898

International war ein britischer Hersteller von Automobilen.

## Unternehmensgeschichte
Das Unternehmen International Motor Car Co aus London begann 1898 mit der Produktion von Automobilen. 1904 endete die Produktion.

## Fahrzeuge
Zwischen 1898 und 1901 wurde das Modell Roger-Benz mit Einzylinder- und Zweizylindermotoren angeboten, das dem französischen Roger-Benz entsprach. 1899 gab es einen zweisitzigen Rennwagen, den 12 HP als Doppelphaeton, der den damaligen Modellen von Benz glich, und den 9 HP mit einem Zweizylindermotor. Ab 1900 gab es das Modell Charette mit einem Frontmotor von De Dion-Bouton, das bei Allard & Co montiert wurde. Der Einzylindermotor leistete aus 823 cm³ Hubraum 5 bis 6 PS.
Ab 1902 wurde ein Modell unter dem Markennamen Armstrong angeboten, und ab 1903 vier Modelle als Portland.
Fahrzeuge dieser Marke sind in der Louwman Collection in Den Haag und in der Shuttleworth Collection in Biggleswade in Bedfordshire zu besichtigen.